# Ilyodon
Ilyodon es un género de peces de la familia Goodeidae en el orden de los ciprinodontiformes. Sus especies son nativas de México.

## Especies
- Ilyodon cortesae Paulo-Maya & Trujillo-Jiménez, 2000
- Ilyodon furcidens (Jordan & Gilbert, 1882)
- Ilyodon lennoni Meyer & Foerster, 1983
- Ilyodon whitei (Meek, 1904)
- Ilyodon xantusi (Hubbs & Turner, 1939)[1]